# Gampleskogel
Der Gampleskogel ist ein 3399, nach der Alpenvereinskarte 3408 Meter hoher Berg im nord-südlich verlaufenden Ramolkamm der Ötztaler Alpen im österreichischen Bundesland Tirol. Nach Osten sendet der Berg einen ausgeprägten Grat, der auf Grund der abschmelzenden Gletscher aber teilweise abbruchgefährdet ist. Der Gipfel besteht aus drei fast gleichhohen Punkten. In der Mitte liegt der Signalgipfel, im Osten der Stangengipfel und im Westen die Eiskalotte. Über eine Erstbesteigung ist in der Literatur nichts bekannt.

## Lage und Umgebung
Im Norden, Süden und Westen ist der Gampleskogel von Gletschern umgeben. Im Norden liegt der Steiniglehnferner, der sich bis zu den Gipfelpunkten hinaufzieht, im Südwesten der kleine Gamplesferner und im Nordwesten der Glaseirferner. Benachbarte Berge sind im Nordosten der 3229 Meter hohe Zirmeggenkogel und im Süden der Manigenbachkogel mit 3314 Metern Höhe. Nach Nordwesten fällt das Gebiet ab in das Venter Tal, nach Osten in das Gurgler Tal. Nächstgelegene, bedeutende Siedlungen sind im Osten Obergurgl, das etwa vier Kilometer Luftlinie entfernt liegt, und Vent in knapp fünf Kilometern westlich.

## Touristische Erschließung
Der Gampleskogel kann in etwa fünf Stunden Gehzeit von Obergurgl aus begangen werden. Die Schwierigkeit der über Moränenschutt verlaufenden Route beträgt bis zur Eiskalotte stellenweise UIAA I, der Übergang zum Signalgipfel erfordert Kletterfähigkeiten im Grad UIAA II.